# Secret Streets
Secret Streets è il settimo album di Eugenio Finardi, pubblicato nel 1982 per la Fonit Cetra e prodotto da Angelo Carrara.

## Descrizione
Questo è il settimo album di Finardi, il primo interamente in inglese; infatti Finardi riprende il progetto abbandonato per il disco precedente ed incide versioni in inglese di molti brani pubblicati in italiano nel precedente album. I testi sono curati, oltre che da Eugenio Finardi, anche da Mark Harris.
Questo disco utilizza il materiale registrato allo Stone Castle Studios di Carimate da Allan Goldberg, ma le voci vengono registrate e lavorate al mixer nei Radius Studios da parte di Alberto Radius e Enzo Denna, mentre la masterizzazione viene realizzata all'Idea Transfer da Alberto Radius e Marco Inzadi.

## Tracce
1. Hostages – 3:50
2. Corinna – 3:22
3. Secret Streets – 6:33
4. Mayday – 4:26
5. Rock Seeds – 3:48
6. Love to Make Love to You – 3:14
7. Beyond the Icy Rings of Saturn – 4:22
8. Warsaw – 3:38
9. A Blues for the Eighties – 3:27

## Formazione
- Eugenio Finardi – voce, chitarra ritmica, sequencer
- Aldo Banfi – tastiera, vocoder
- John Gustafson – basso
- Ray Fenwick – chitarra
- Mark Harris – pianoforte
- Derek Austin – tastiera
- Gigi Tonet – sequencer, programmazione
- Mike Moran – tastiera
- Les Binks – batteria
- Lucio Dalla – clarinetto